# Мартин Агрикола
Вижте пояснителната страница за други личности с името Агрикола.
Мартин Агрикола (на немски: Martin Agricola, всъщност Мартин Сор: на немски: Sore, Sohr или Sorre) е германски музикален теоретик, педагог и композитор от епохата на Ренесанса.

## Биография
Агрикола е роден като син на богат селянин в Швибус (преди град в източен Бранденбург (провинция)/Силезия, понастоящем град Свебодзин в Полша) и е получил своето образование в училище. Отначало работи в имението на родителите си, след 1510 г. странства из териториите на Източна Германия. По време на този период той успява автодидактично да усвои основата на музикалните си познания. Спирките по време на пътешествието му не са известни, но вероятно сред тях са градовете Франкфурт (Одер) и Лайпциг.
 През 1519 г. Мартин Агрикола се установява в Магдебург като учител по музика. Когато малко след това движението на Реформацията се налага в града, Агрикола се присъединява към него. Като част от въвеждането на новото вероизповедание различните музикални школи са обединени в една-единствена държавна институция, а Агрикола е назначен през 1525 г. за неин кантор. Освен заниманията си като учител Агрикола се стреми преди всичко да създаде собствена църковна музика за новото протестантско движение. През 1528 г. той издава Ein kurz deudsche Musica (Musica Choralis Deudsch), популярно помагало за часовете по музика, последвано от учебниците Musica Figuralis Deudsch и Musica instrumentalis deudsch от 1529 г., който изпъква сред творчеството на Агрикола като изследователски труд и една от най-важните творби на ранната органна музика.
Градският съветник и музикален издател Георг Рау от Витенберг е близък приятел на Агрикола и издава теоретичните му трудове, които съдържат ценни сведения за смяната от старата към новата музикална нотация. Агрикола е и авторът на множество музикални понятия като звукоред (вж. музикален тон), нотен ключ или такт.
Той е първият, който композира музика към четири части от хорала на Мартин Лутер Ein feste Burg ist unser Gott.
В град Магдебург има улица, кръстена на него.